# Viki Fleckenstein
Viki Fleckenstein (ur. 20 września 1955 w Syracuse) – amerykańska narciarka alpejska.

## Kariera
W zawodach Pucharu Świata zadebiutowała 9 stycznia 1975 roku w Grindelwald, gdzie została zdyskwalifikowana w gignancie. Pierwsze punkty wywalczyła 23 lutego 1975 roku w Naeba, gdzie zajęła piąte miejsce w tej samej konkurencji. Na podium zawodów tego cyklu jedyny raz stanęła 19 marca 1978 roku w Arosie, kończąc rywalizację w slalomie równoległym na trzeciej pozycji. W zawodach tych wyprzedziły ją jedynie Austriaczka Annemarie Moser-Pröll i Christa Zechmeisteru z RFN. W kolejnych startach jeszcze dwa razy była blisko podium: 29 stycznia 1977 roku w Megève i 7 marca 1978 roku w Waterville Valley zajmowała czwarte miejsce w gigancie. W sezonie 1978/1979 zajęła 19. miejsce w klasyfikacji generalnej, a w klasyfikacji giganta była siódma.
Wystartowała na mistrzostwach świata w Garmisch-Partenkirchen w 1978 roku, gdzie zajęła 12. miejsce w gigancie, a slalomu nie ukończyła. Nigdy nie wystąpiła na igrzyskach olimpijskich.

## Osiągnięcia

### Mistrzostwa świata
| Miejsce | Dzień    | Rok  | Miejscowość            | Konkurencja | Czas biegu | Strata | Zwyciężczyni |
| ------- | -------- | ---- | ---------------------- | ----------- | ---------- | ------ | ------------ |
| DNF2    | 3 lutego | 1978 | Garmisch-Partenkirchen | Slalom      | 1:24,85    | -      | Lea Sölkner  |
| 12.     | 4 lutego | 1978 | Garmisch-Partenkirchen | Gigant      | 2:41,15    | +3,83  | Maria Epple  |

### Puchar Świata

#### Miejsca w klasyfikacji generalnej
- sezon 1974/1975: 32.
- sezon 1975/1976: 35.
- sezon 1976/1977: 27.
- sezon 1977/1978: 20.
- sezon 1978/1979: 19.
- sezon 1979/1980: 47.

### Miejsca na podium
1. Arosa – 19 marca 1978 (slalom równoległy) – 3. miejsce